# Ligne 4A du métro de Santiago
Pour les articles homonymes, voir Ligne 4.
La ligne 4A est une des sept lignes du métro de Santiago, au Chili.
Elle comporte six stations réparties sur sept kilomètres.

## Histoire

### Chronologie
- 2002 : lancement des travaux de la ligne
- 16 août 2006 : mise en service de la ligne entre La Cisterna à Vicuña Mackenna

### Liste des stations

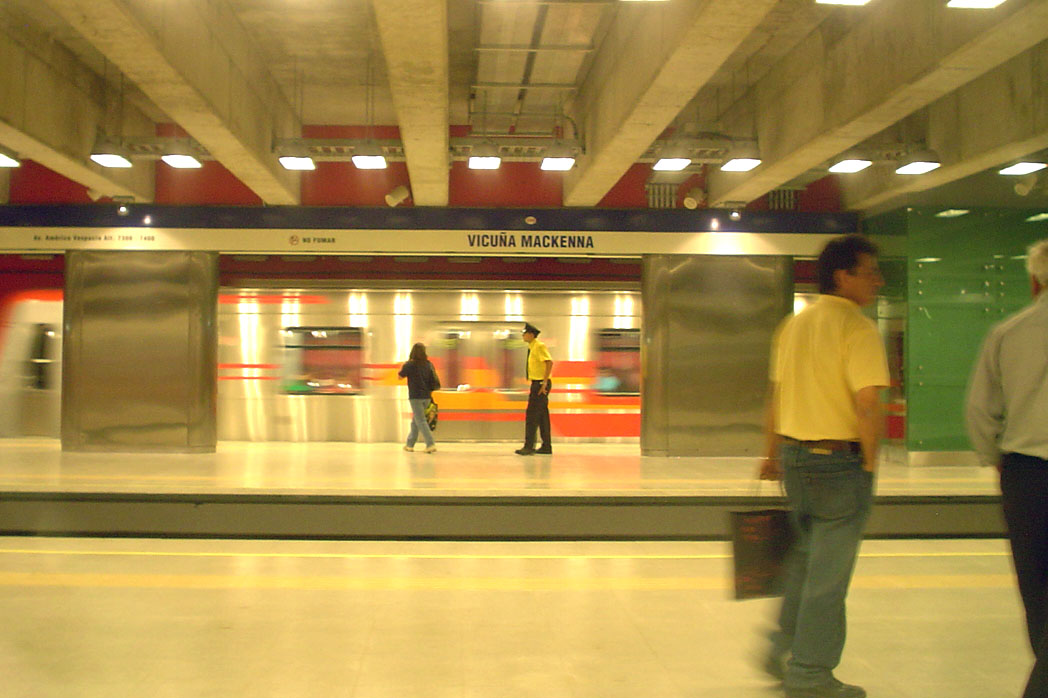
Station Vicuña Mackenna

- La Cisterna
- San Ramón
- Santa Rosa
- La Granja
- Santa Julia
- Vicuña Mackenna